# Kalniwci
Kalniwci (ukr. Кальнівці, dawniej Kalinestie) – wieś na Ukrainie, w obwodzie czerniowieckim, w rejonie wyżnickim, w hromadzie Brusnycia. W 2001 liczyła 662 mieszkańców, spośród których 654 wskazało jako ojczysty język ukraiński, a 8 rosyjski.